# A metró fantomja
A metró fantomja (eredeti cím: Il fantasma del metro) az olasz Geronimo Stilton ifjúsági könyve. Olaszországban 2000-ben jelent meg az Edizioni Piemme forgalmazásában. Magyarországon az Alexandra Kiadó adta ki 2006-ban.

## Szereplők

### Főszereplők
- Geronimo Stilton – Értelmiségi egér, a Rágcsáló Hírek főszerkesztője
- Tea Stilton – Sportos és dinamikus a Rágcsáló Hírek különleges tudósítója
- Trappola Stilton – Igazi tréfamester, Geronimo Stilton unokaöccse
- Benjamin Stilton – Kedves és szeretnivaló, ő Geronimo Stilton kisebbik unokaöccse
- Pinky Pick – Geronimo Stilton segédje

### Mellékszereplők
- Csatt felügyelő
- Nagyérdemű Elemér
- Rágcsália főpolgármestere
- Jónyomonjáró Ernő
- Rendőrfőnök
- Patkányson Pál
- Remekütő Kelemen – Metró társaság igazgatója
- Halfej Kornél – A Rágcsáliai Metrótisztaságfentartó Társaság beosztottjának a testvérének a pedikűrősének az unokaöccsének a postásnőjének az unokája
- Tontolotto Totó – Totó az RCSF (rágcsáliai csatornarendszer felelős) unokaöccsének a fizikatanárának az unokahúgának a nagybácsijának a sógornőjének a testvére
- Rakt felügyelő
- Patkanyov
- Rasmaussen Nelli – Geronimo Stilton első számú főellensége, nem mellesleg a Patkány Hírmondó igazgatója
- Márisugrok Zénó – A Patkány Hírmondó főszerkesztője
- Volt Amper Aurél – Zseniális feltaláló, aki különleges, sőt bizarr kísérleteket folytat

## Fejezetk a könyvben
- 1. fejezet: Riadalom a metróban 7
- 2. fejezet: A macskaszellem 12
- 3. fejezet: Hogy jön ide a golf? 16
- 4. fejezet: Hogy s mint, öcskös? 19
- 5. fejezet: A titkos információ 23
- 6. fejezet: Micsoda zsugori alak vagy, öcskös! 25
- 7. fejezet: Itt a mancsom, üzlettárs! 27
- 8. fejezet: 18 tonnás ragadozó? 30
- 9. fejezet: Négy fondüs pizza! 32
- 10. fejezet: Aki mer, az nyer! 36
- 11. fejezet: Macska, macska, macska, macska... 42
- 12. fejezet: Macskaszag 47
- 13. fejezet: Akár egy csatornapatkány 54
- 14. fejezet: A macskaszellem láncai 58
- 15. fejezet: Macskacsapda 60
- 16. fejezet: Kitépem a bajuszodat! 67
- 17. fejezet: Mindez egy fél pár bakancs miatt! 72
- 18. fejezet: Macskafasírt 76
- 19. fejezet: Titokzatos lábnyomok 80
- 20. fejezet: A titkos ajtó 82
- 21. fejezet: Macskapisi koncentrátum 87
- 22. fejezet: Hát ez a kar mire jó? 91
- 23. fejezet: Ó, ez egy hosszú történet... 94
- 24. fejezet: Az utolsó találmányom 100
- 25. fejezet: Rasmaussen Nelli becsületszava 106
- 26. fejezet: Megvan hát a cikk! 112
- 27. fejezet: Igazi úriegér vagyok! 116

Oldalak száma összesen: 119 oldal

## Magyar változat
- A metró fantomja; ford. Kotsis Orsolya; Alexandra, Pécs, 2006 (Mulatságos történetek, színes kalandok)
- Szöveg: Geronimo Stilton
- Illusztráció: Larry Keys, Mac Mouse
- Grafika: Veresvarkocs Veronika és Fánkfaló Frank
- Fordította: Kotsis Orsolya
- Felelős kiadó: A kft. ügyvezető igazgatója
- Felelős szerkesztő: Balla Margit
- Eredeti kiadás: 2000 Edizioni Piemme, Milanó
- Magyar kiadás: 2006 Alexandra Kiadó, Pécs
- Nyomta: Kinizsi Nyomda Kft., Debrecen
- Felelős vezető: Bördős János igazgató
- A kiadvány magyar változatát az Art-is Kft., Szentendre
- Megjelent 7,41 (A/5) ív terjedelemben